# Ptolemaios I av Makedonien
Ptolemaios från Aloros var regent över Makedonien för den omyndige kungen Perdikkas III. Han övertog regentskapet efter att ha mördat kung Alexander II 367 f.Kr. men blev i sin tur mördad av Perdikkas 364 f.Kr.